# Sokołowo (powiat czarnkowsko-trzcianecki)
Sokołowo – wieś w Polsce położona w województwie wielkopolskim, w powiecie czarnkowsko-trzcianeckim, w gminie Lubasz.

## Historia
Miejscowość pierwotnie związana była z Wielkopolską. Została lokowana w XVII wieku. Jako nową lokację odnotował to rejestr poborowy z lat 1627-1628.
Historycy podejrzewają jednak, że wieś może mieć wcześniejszą, średniowieczną metrykę i istnieć co najmniej od XV wieku. W 1486 w archiwalnych dokumentach notowana jest wieś o niepewnej lokacji zwana Sokolowo oraz w 1508 Socolowo. Wieś ta w 1486 odnotowana została w historycznym dokumencie mówiącym, że  Mikołaj ze Sławna zapisał swojej żonie Jadwidze po 50 grzywien posagu i wiana na połowie swych dóbr w Sławnie i opustoszałym Sokołowie leżącym w powiecie poznańskim Korony Królestwa Polskiego. Kolejny dokument z 1508 odnotowuje, że Mikołaj Sławieński zapisał swojej żonie Jadwidze po 60 grzywien posagu i wiana na połowie swych dóbr w Sławnie, Prusinowie i opuszczonym Sokołowie. W rejestrach poborowych z XVI wieku wieś już nie występuje. Historycy uznają jednak za prawdopodobne, że Sokołowo opuszczone w średniowieczu ponownie zostało lokowane w XVII wieku na terenie dawnej osady.
W latach 1975–1998 miejscowość należała administracyjnie do województwa pilskiego.
Na południe od miejscowości, w lesie stoi pomnik spadochroniarzy.